# Lia Origoni
Pour les articles homonymes, voir Origoni.
Lia Origoni, née le 20 octobre 1919 à La Maddalena en Sardaigne et morte le 26 octobre 2022 dans la même ville, est une actrice et chanteuse soprano lyrique italienne.
Le répertoire de Lia Origani comprend les mélodies italiennes traditionnelles, la chanson française romantique (Édith Piaf et les premiers succès de Jacques Brel) ainsi que les ballades du jazz américain, en particulier Cole Porter.

## Biographie
Lia Origoni est née dans une famille ayant une certaine disposition pour l'expression artistique. Ainsi son oncle Giacomino Origoni fut un des premiers acteurs du cinéma muet italien. Elle fait ses débuts en 1934, quand le ténor Bernardo de Muro, hôte à Caprera de Clelia Garibaldi (it), fille de Giuseppe Garibaldi, chante durant une commémoration devant la tombe du père de la nation italienne. Sur les conseils du ténor et de la fille de Garibaldi, Lia abandonne ses études de violon pour se consacrer uniquement au chant. Elle remporte le concours du théâtre de l'opéra de Rome où elle étudie le chant.
Le 25 décembre 1940, Lia fait ses débuts au Teatro Valle à Rome dans la revue musicale Lorsque vous vous y attendez le moins de Michele Galdieri (it) avec Totò et Anna Magnani. L'année suivante, elle se produit toujours dans une pièce de Galdieri, Il est parfois agréable de marcher, avec Alberto Rabagliati, Delia Lodi, Tina Pica et Virgilio Riento.
Elle chante en 1940 dans Turandot de Giacomo Puccini avec Tito Gobbi et Galliano Masini (it).
En 1942-1943, Lia Origoni est à Berlin où elle joue dans des théâtres de boulevard.
Le 25 juillet 1943, elle quitte l'Allemagne pour rentrer en Italie. Lia Origani travaille à l'EIAR (Ente Italiano per le Audizioni Radiofoniche) de Florence. Après 1944, elle est à Venise où elle prend des cours de diction avec Memo Benassi et Giulio Stival qui lui proposent le rôle de femme fatale dans l'opérette Addio giovinezza! mise en scène au théâtre Carlo Goldoni de Venise.
En 1948, Lia s'engage avec la RAI pour une série d'émissions de radio. En 1949, elle aborde le répertoire du cabaret français. En 1950, elle est au théâtre Sistina à Rome avec Totò et au théâtre San Carlo de Naples où elle joue le rôle de Polly Peachum dans l'Opéra de quat'sous de Bertolt Brecht dirigé par Anton Giulio Bragaglia et à Turin en 1951 dans La Veuve joyeuse.
Elle collabore à la radio française entre 1953 et 1958 puis quitte la scène lyrique en 1964 avant de se retirer en Sardaigne au milieu des années 1980.
Elle meurt le 26 octobre 2022 à l'âge de 103 ans.

## Théâtre
- « Quand vous vous y attendez le moins », de Michele Galdieri, avec Totò, Anna Magnani, Vera Worth, Lia Origoni, Mario Castellani, Gianni Cajafa, Harry Feist, musique d'Alessandro Derewirsky, mise en scène de l'auteur, Compagnia Grandi Riviste Totò di Remigio Paone, première donnée au Teatro Quattro Fontane de Rome le 25 décembre 1940.

## Discographie
- Gioia di Vivere, avec Bruno Canfora
- Juke-box sentimentale avec Piero Umiliani, 1959
- Souvenir de Paris N.1 avec Marcello De Martino et Piero Umiliani
- Souvenir de Paris N.2 avec Marcello De Martino et Piero Umiliani
- Souvenir de Paris N.3 avec Marcello De Martino et Piero Umiliani, orchestre de Bruno Canfora
- Classicamente N.1 avec Piero Umiliani et Loredana Franceschini
- Classicamente N.2 Ensemble de chambre de Piero Umiliani, avec Mario Gangi, Vittoria Annino et L. Franceschini